# Chiesa di Sant'Elena (Calderara di Reno)
La chiesa di Sant'Elena di Sacerno, o più semplicemente chiesa di Sant'Elena, è una chiesa sita nel centro dell'abitato di Sacerno, frazione del comune di Calderara di Reno ed è, nella suddivisione territoriale della chiesa cattolica, collocata nel vicariato di Bologna Ovest, a sua volta parte dell'arcidiocesi di Bologna, ed è sede parrocchiale.
L'edificio, il cui aspetto si deve ai rifacimenti della metà del XVII secolo, integra la preesistente rotonda, di costruzione altomedievale e risalente al IX secolo, dalla quale si innalza il campanile a pianta quadrata del XIV secolo, e parte della preesistente chiesa romanica dell'XI secolo, della quale rimane l'abside..